# Achalinus formosanus
Achalinus formosanus là một loài rắn không độc trong họ Xenodermatidae/Xenodermidae, có mặt trên đảo Đài Loan và mạn nam quần đảo Lưu Cầu (Nhật Bản).

## Phân loại
Có hai phân loài:
- Achalinus formosanus formosanus Boulenger, 1908 — Đài Loan
- Achalinus formosanus chigirai Ota và Toyama, 1989 — quần đảo Lưu Cầu[6]

Tên loài formosanus có nghĩa là "từ Formosa [Đài Loan]", chỉ việc loài này ban đầu được mô tả từ một mẫu vật Đài Loan. chigirai chỉ Yoshinori Chigira, người đã thu thập mẫu Achalinus formosanus chigirai đầu tiên.
Achalinus formosanus formosanus cả về sinh thái lẫn hình thái đều tương tự loài đặc hữu Achalinus niger; Hai loài khác nhau chủ yếu ở đặc điểm và số vảy. Một nghiên cứu di truyền cho thấy hai loài này có sự chồng chéo di truyền, khiến việc phân loại càng rối rắm hơn.

## Phân bố
Achalinus formosanus formosanus sống ở những nơi có độ cao 1.000–2.000 m (3.300–6.600 ft) trên mực nước biển. Achalinus formosanus chigirai thì có mặt ở chỗ thấp (dưới 200 m (660 ft)) trên đảo Iriomote và đảo Ishigaki, cả hai đều trong cụm Yaeyama.

## Mô tả

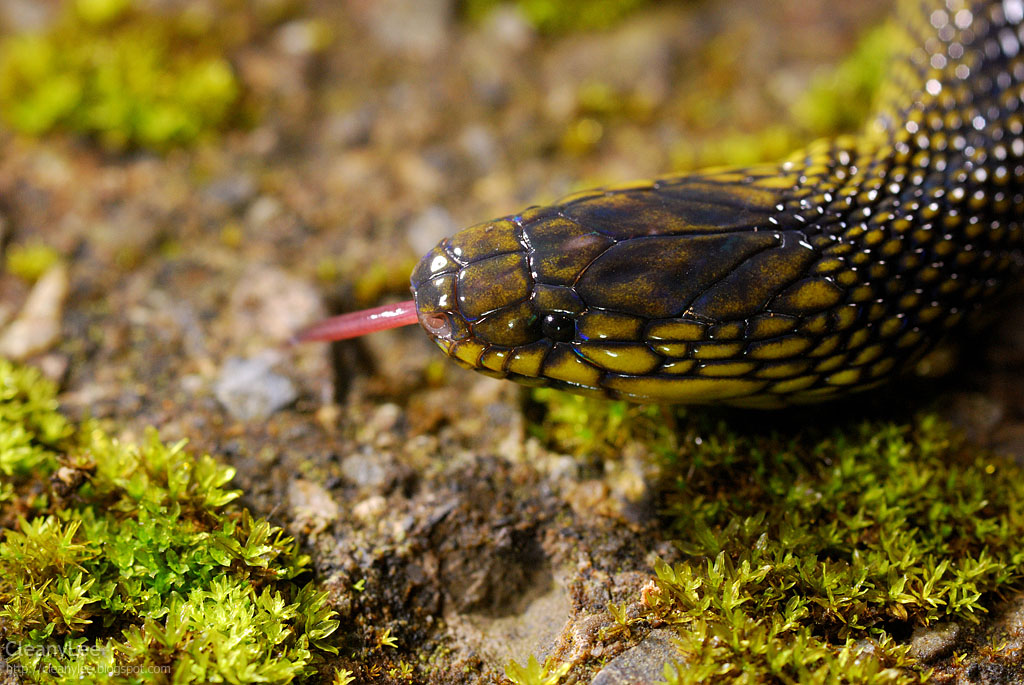

Achalinus formosanus là rắn nhỏ, đạt chiều dài chừng 90 cm (35 in). Vảy trên người nó sáng bóng. Đầu nhỏ, hình trái xoan, không có phần cổ rõ rệt. Vóc dáng của nó thon còn đuôi thì khá ngắn. Mắt nhỏ; tròng mắt đen, khó nhận thấy. Mặt trên có màu ôliu, nâu xám hay đen đều. Mặt bụng có màu nâu oliu hay xám sậm. Con non thường có màu đen.

## Hành vi
Đây là loài rắn sống về đêm, trên cạn, săn giun đất, sên, và ếch nhái. Nó không có độc và cũng không hung dữ.

## Môi trường sống và bảo tồn
Achalinus formosanus formosanus sống ở những cánh rừng ẩm miền núi, trong môi trường tăm tối, ẩm thấp như nền rừng, cây gỗ mục, hay mùn bã lá cây. Achalinus formosanus chigirai đã được bắt gặp bên vệ đường về đêm và hang đá vôi vào ban ngày cũng như trong vạt cỏ thấp ven đường và nền rừng.
Chúng hiện không phải đối mặt với mối đe dọa lớn nào. Đây không phải một loài cần bảo vệ ở Đài Loan, nhưng Achalinus formosanus chigirai được đánh giá là "sắp bị đe dọa".